# The Other Two (série de televisão)
The Other Two é uma série de televisão americana de comédia criada por Chris Kelly e Sarah Schneider. A história segue dois irmãos millennium que devem lidar com a fama da noite para o dia de seu irmão de 13 anos. A série estreou em Comedy Central em 24 de janeiro de 2019 e foi renovada para uma segunda temporada em 11 de fevereiro. A segunda temporada estreou em 26 de agosto de 2021 no HBO Max. Em setembro de 2021, a série foi renovada para terceira temporada, que estreou em 4 de maio de 2023 na HBO Max.

## Premissa
Um aspirante a ator gay, Cary (Drew Tarver), e sua irmã, Brooke (Heléne Yorke), uma ex-dançarina profissional, tentam encontrar seu lugar no mundo enquanto lutam com seus sentimentos sobre a súbita ascensão de seu irmão de 13 anos Chase à fama na internet.

## Elenco

### Principal
- Heléne Yorke como Brooke Dubek
- Drew Tarver como Cary Dubek
- Case Walker como Chase Dubek / ChaseDreams
- Ken Marino como Streeter Peters
- Molly Shannon como Pat Dubek (2ª temporada; recorrente 1ª temporada)
- Brandon Scott Jones como Curtis Paltrow (3ª temporada; recorrente 1ª e 2ª temporadas)
- Josh Segarra como Lance Arroyo (3ª temporada; recorrente 1ª e 2ª temporadas)

### Recorrente
- Wanda Sykes como Shuli Kucerac
- Andrew Ridings como Matt (1ª temporada)
- Richard Kind como Skip Schamplin (1ª temporada)
- Daniel K. Isaac como Jeremy Delongpre (1ª temporada)
- Gideon Glick como Jess, Cary's love interest (2ª temporada)[8]

### Participações
- Beck Bennett como Jeff
- Chris Cafero como Tad
- Josie Totah como Elijah
- Kathie Lee Gifford, Hoda Kotb, Erin Lim, Mario Lopez, Tinsley Mortimer, Michael Che, Andy Cohen, Patrick Wilson, Debi Mazar, Jordana Brewster, Alessia Cara, Bowen Yang e Justin Bartha também aparecem como eles mesmos.

## Episódios
| Temporada | Temporada | Episódios | Episódios | Originalmente lançado | Originalmente lançado  |
| Temporada | Temporada | Episódios | Episódios | Estreia da temporada  | Final da temporada     |
| --------- | --------- | --------- | --------- | --------------------- | ---------------------- |
|           | 1         | 10        | 10        | 24 de janeiro de 2019 | 28 de março de 2019    |
|           | 2         | 10        | 10        | 26 de agosto de 2021  | 23 de setembro de 2021 |
|           | 3         | 10        | 10        | 4 de maio de 2023     | 29 de junho de 2023    |

### 1.ª temporada (2019)
| N.º na série | N.º na temp. | Título original                     | Dirigido por   | Escrito por                   | Exibição original       | Audiência (milhões) |
| ------------ | ------------ | ----------------------------------- | -------------- | ----------------------------- | ----------------------- | ------------------- |
| 1            | 1            | "Pilot"                             | Chris Kelly    | Chris Kelly & Sarah Schneider | 24 de janeiro de 2019   | 0,303               |
| 2            | 2            | "Chase Goes to a Premiere"          | Chris Kelly    | Chris Kelly & Sarah Schneider | 31 de janeiro de 2019   | 0,227               |
| 3            | 3            | "Chase Gets a Girlfriend"           | Andrew DeYoung | Lucia Aniello & Paul W. Downs | 7 de fevereiro de 2019  | 0,235               |
| 4            | 4            | "Chase Gets the Gays"               | Anu Valia      | Chris Kelly & Sarah Schneider | 14 de fevereiro de 2019 | 0,192               |
| 5            | 5            | "Chase Goes to a High School Dance" | Mike Karnell   | Chris Kelly & Sarah Schneider | 18 de fevereiro de 2019 | 0,270               |
| 6            | 6            | "Chase Shoots a Music Video"        | Andrew DeYoung | Joel Kim Booster              | 25 de fevereiro de 2019 | 0,217               |
| 7            | 7            | "Chase Gets a Nosebleed"            | Anu Valia      | Cole Escola                   | 7 de março de 2019      | 0,232               |
| 8            | 8            | "Chase Turns Fourteen"              | Andrew DeYoung | Chris Kelly & Sarah Schneider | 14 de março de 2019     | 0,216               |
| 9            | 9            | "Chase Drops His First Album"       | Chris Kelly    | Chris Kelly & Sarah Schneider | 21 de março de 2019     | 0,224               |
| 10           | 10           | "Chase Performs at the VMAs"        | Chris Kelly    | Chris Kelly & Sarah Schneider | 28 de março de 2019     | 0,200               |

### 2.ª temporada (2021)
| N.º na série | N.º na temp. | Título                                    | Dirigido por    | Escrito por                   | Lançamento             |
| ------------ | ------------ | ----------------------------------------- | --------------- | ----------------------------- | ---------------------- |
| 11           | 1            | "Chase Goes to College"                   | Chris Kelly     | Chris Kelly & Sarah Schneider | 26 de agosto de 2021   |
| 12           | 2            | "Pat Connects with Her Fans"              | Chris Kelly     | Chris Kelly & Sarah Schneider | 26 de agosto de 2021   |
| 13           | 3            | "Chase Guest-Edits Vogue"                 | Chris Kelly     | Brandon Scott Jones           | 2 de setembro de 2021  |
| 14           | 4            | "Pat Hosts Just Another Regular Show"     | Chris Kelly     | Chris Kelly & Sarah Schneider | 2 de setembro de 2021  |
| 15           | 5            | "Chase Gets Baptized"                     | Kim Nguyen      | Chris Kelly & Sarah Schneider | 9 de setembro de 2021  |
| 16           | 6            | "Pat Becomes #1 In Daytime"               | Sarah Schneider | Gilli Nissim and Jack Scacco  | 9 de setembro de 2021  |
| 17           | 7            | "Chase Becomes Co-Owner of the Nets"      | Kim Nguyen      | Chris Kelly & Sarah Schneider | 16 de setembro de 2021 |
| 18           | 8            | "Pat Gets an Offer to Host “Tic Tac Toe”" | Mike Karnell    | John Riggi                    | 16 de setembro de 2021 |
| 19           | 9            | "Chase & Pat Are Killing It"              | Kim Nguyen      | Chris Kelly & Sarah Schneider | 23 de setembro de 2021 |
| 20           | 10           | "Brooke & Cary Go to a Fashion Show"      | Charlie Gruet   | Chris Kelly & Sarah Schneider | 23 de setembro de 2021 |

### 3.ª temporada (2023)
| N.º na série | N.º na temp. | Título                                   | Dirigido por    | Escrito por                   | Lançamento          |
| ------------ | ------------ | ---------------------------------------- | --------------- | ----------------------------- | ------------------- |
| 21           | 1            | "Cary Watches People Watch His Movie"    | Chris Kelly     | Chris Kelly & Sarah Schneider | 4 de maio de 2023   |
| 22           | 2            | "Brooke Drives an Armpit Across America" | Chris Kelly     | Chris Kelly & Sarah Schneider | 4 de maio de 2023   |
| 23           | 3            | "Cary Becomes Somewhat of a Name"        | Chris Kelly     | Allison Silverman             | 11 de maio de 2023  |
| 24           | 4            | "Brooke Gets Her Hands Dirty"            | Sarah Schneider | Chris Kelly & Sarah Schneider | 18 de maio de 2023  |
| 25           | 5            | "Cary & Brooke Go to an AIDS Play"       | ASA             | Chris Kelly & Sarah Schneider | 25 de maio de 2023  |
| 26           | 6            | ASA                                      | ASA             | Gilli Nissim                  | 31 de maio de 2023  |
| 27           | 7            | ASA                                      | ASA             | Chris Kelly & Sarah Schneider | 8 de junho de 2023  |
| 28           | 8            | ASA                                      | ASA             | Chris Kelly & Sarah Schneider | 15 de junho de 2023 |
| 29           | 9            | ASA                                      | ASA             | Chris Kelly & Sarah Schneider | 22 de junho de 2023 |
| 30           | 10           | ASA                                      | ASA             | Chris Kelly & Sarah Schneider | 29 de junho de 2023 |

## Produção

### Desenvolvimento
Alguns meses antes de serem nomeados co-escritores-chefes da 42ª temporada do Saturday Night Live, Chris Kelly e Sarah Schneider passaram uma semana no início de 2016 desenvolvendo a premissa de The Other Two. Eles queriam que o show expressasse a introspecção e a dúvida que podem acontecer aos 20 anos, incorporando elementos da cultura pop. Kelly disse que eles eram intencionais em incluir representações da vida sexual dos personagens. Falando ao Abutre, Schneider disse que eles escreveram intencionalmente Chase como uma pessoa gentil porque isso subverteria as expectativas da história.
O piloto foi vendido para a Comedy Central no final de 2016. Schneider e Kelly contrataram Charlie Gruet, que foi diretor de fotografia da série de televisão High Maintenance. Em outubro de 2017, The Other Two receberam um pedido completo da série. A série foi produzida através do estúdio de entretenimento da produtora executiva Lorne Michaels, Broadway Video. A primeira temporada começou a ser transmitida na HBO Max em 2021, onde a segunda temporada é transmitida exclusivamente, tornando a série um "Max Original". segunda temporada estreou em 26 de agosto de 2021 na HBO Max com um lançamento de dois episódios. Em 24 de setembro de 2021, a HBO Max renovou a série para uma terceira temporada.

### Seleção de elenco
Em outubro de 2017, foi anunciado que Drew Tarver, Heléne Yorke, Case Walker, Ken Marino e Molly Shannon haviam se juntado ao elenco da série. Kelly e Schneider descobriram Walker através das mídias sociais, onde ele era conhecido como um dos principais usuários na plataforma Musical.ly e tinha mais de 400.000 seguidores no Instagram. Tarver foi trazido com base em seu trabalho cômico no Upright Citizens Brigade Theatre, enquanto Yorke foi escalado depois que Kelly e Schneider se familiarizaram com seu trabalho em High Maintenance. Foi anunciado em fevereiro de 2020 que Gideon Glick iria recorrer durante a segunda temporada como o novo interesse amoroso de Cary chamado Jess. Shannon foi promovida ao elenco principal para a segunda temporada.

### Filmagens
As filmagens da segunda temporada começaram inicialmente no início de 2020, mas foram abruptamente interrompidas em março devido à pandemia de COVID-19. As filmagens da segunda temporada foram reiniciadas em 22 de fevereiro de 2021, em Nova York e Los Angeles, e concluídas em 9 de maio.

## Recepção
A primeira temporada da série tem um índice de aprovação de 94% com base em 36 avaliações, com uma classificação média de 8,52 em 10, no site Rotten Tomatoes. O consenso crítico do site diz: "Com principais de jogo e um senso de humor perversamente espirituoso, The Other Two especiona a cultura pop com igual desenvoltura." Metacritic atribuiu à série uma pontuação média ponderada de 79 em 100 com base em 16 críticos, indicando "revisões geralmente favoráveis".